# ダストプラズマ
ダストプラズマ (dusty plasma) はイオンと電子のほかに、μm（マイクロメートル）程度の巨視的大きさをもつ多数のダスト（dust、ちり、すなわち固体微粒子）を含むプラズマのことで、微粒子プラズマとも呼ばれる。そこではダスト微粒子、つまりダストの粒子には沢山の電子が付着して大きな負の電荷をもった粒子になり、通常のプラズマには見られない多くの興味ある現象を引き起こす。ダストプラズマは、宇宙空間、半導体製造のプラズマプロセスで多く見出され、それぞれ宇宙探査、産業上の問題として研究が進められた。その一方でダストプラズマは電子とイオンとに関しては通常のプラズマと同じで弱結合系であるが、ダスト微粒子だけに着目するとその粒子系は容易に強結合系にもなるので、弱結合系（ガス状態）から強結合系の典型的現象である結晶化までを個々の粒子レベルで観察出来る興味深い物理系として研究が進んでいる。

## ダストプラズマの物理

### ダスト微粒子の大きさと帯電
ダストプラズマ中のダスト微粒子の大きさは数 nm（ナノメートル）から数百 μm（マイクロメートル）までの広範囲にわたる。典型的には数 μm の微粒子を考える。
プラズマ中では微粒子は電子とイオンの流入を受けるが、速さに勝る電子がより多く流入して、微粒子は負に帯電する。その結果、微粒子の電位は負になる。そして電位が充分低くなると電子を追い返すようになり、電子とイオンの流入放出が釣り合って荷電が一定の値に落ち着く。その値は小さい微粒子では電気素量 e の数倍であるが、μm以上の大きな微粒子では103e から104e にもなる。
かようにして、ダスト微粒子は一般に大きな荷電を持っている。そしてnmスケールの小さいダスト微粒子はプラズマのほかのイオンや電子と同様に電磁場による力によって行動が支配される。しかし、数十 μm クラスの大きい微粒子では重力やプラズマによる粘性抵抗の影響を強く受ける。

### 強結合と弱結合
一般にある粒子系で、隣り合う粒子間の相互作用エネルギーが平均して熱運動エネルギーよりも大きい場合を強結合、小さい場合を弱結合という。通常のプラズマは弱結合である。それに対し、ダストプラズマではダスト微粒子の荷電 Q が大きいために、微粒子系に着目すると、それは容易に強結合になる。
粒子系での平均粒子間距離 {\displaystyle a} は {\displaystyle a=(3/4\pi n)^{1/3}} （n は粒子密度）で与えられ、しばしばウィグナー・サイツ半径と呼ばれる。ここで荷電 q をもつ粒子の系を考えると、平均距離 {\displaystyle a} にある2粒子間のクーロン・ポテンシャルエネルギー {\displaystyle \phi =q^{2}/4\pi \epsilon _{0}a} が問題になる。そして このポテンシャルエネルギーと粒子の熱運動エネルギー kBT との比
{\displaystyle \Gamma ={\frac {q^{2}}{4\pi \epsilon _{0}ak_{B}T}}}
はクーロン結合パラメタと呼ばれ、熱運動と比べて粒子間相互作用がどれだけ強いかを表す。Γ ≪1 ならば弱結合で、粒子はばらばらに熱運動する。一方 、Γ {\displaystyle \geq }1 ならば強結合で、粒子間相互作用が勝るので、粒子系は秩序だった行動をとりやすい。通常のプラズマの電子やイオンの系は弱結合である。
一方、ダスト微粒子は非常に大きな電荷 Q を持つので、微粒子の平均距離 {\displaystyle a_{d}} にある微粒子間のクーロンポテンシャル {\displaystyle \phi _{d}=Q^{2}/4\pi \epsilon _{0}a_{d}} も非常に大きくなり得る。ただし今は {\displaystyle a_{d}\ll \lambda _{D}}（λD は周囲のプラズマのデバイの長さ）が必ずしも保証されないので、周りのプラズマにより電場が遮蔽され（デバイ遮蔽）、ポテンシャルが小さくなる影響も考えに入れる必要がある。そこでダストプラズマ中の微粒子系では上記の Γ の役割を
{\displaystyle \Gamma _{d}^{*}={\frac {Q^{2}}{4\pi \epsilon _{0}a_{d}k_{B}T_{d}}}\exp {(-a_{d}/\lambda _{D})}}
が受け持つ。ただし、Td は微粒子系の温度である。かくして、ダスト微粒子系は Γd* ≪ 1 ならば弱結合、{\displaystyle \geq }1 ならば強結合になる。宇宙でみつかるダストプラズマはごく一部がΓd*～ 1 で強結合とみなせる他は、ほとんどすべて Γd*≪1 で、弱結合である。

### クーロン結晶
ダストプラズマ中で Γd* ≪ 1 ならば微粒子の熱エネルギーが相互作用エネルギーより充分に大きいので、微粒子は自由に飛び回り、「気体」になぞらえられる。それに対し、Γd* が 1 を越えると相互作用が熱運動に勝り、微粒子間に何らかの秩序が生じて「液体」になったと見なせる。Γd* がさらに大きくなると、条件によっては微粒子は格子状に配列して結晶をつくり、「固体」になる。これをクーロン結晶と言う。
通常の分子では分子間力は遠くでは引力、近くでは斥力であり、その中間にポテンシャル最小の距離がある。そこで隣り合った分子はこの距離で並ぼうとして、それを分子間隔とする結晶をつくる。ダストプラズマでは微粒子間の力は斥力だけなので、その機構による結晶は出来ない。しかし、ダストプラズマでは微粒子は外へ出ようとすると、プラズマ内で全体の電気的中性を保つために発生する電場により引き戻される。　こうして微粒子はプラズマ内に閉じ込められ、微粒子系の体積は限定される。そこでその中でポテンシャルエネルギー最小の状態として、微粒子がほぼ等間隔で並ぶ結晶が出来ると考えられる。
実験ではメタンプラズマ中に発生・生長する水素化アモルファスカーボンの球形微粒子（粒径 3 μm まで）などが用いられている。そして粒子間隔が 102 μm より広いきれいなクーロン結晶が得られ、CCDカメラにより容易に観察・計測される。
ダストプラズマ中で観察されたクーロン結晶の構造としてこれまで報告されたものには、BCC構造（体心立方格子）、FCC構造（面心立方格子）、六方最密格子、単純六方格子などがある。そして単純六方格子のクーロン結晶が圧力を徐々に低下させていくと次第に溶融し、乱雑な液体へと移行していく様子も観察されている。これらの構造の差はクーロン結合パラメタ Γ と遮蔽パラメタ κ = {\displaystyle a}d/λD の値によって定まっているようである。　分子動力学シミュレーションによって、Γ−κ 平面上で固相（BCC、FCC）、液相の3つの相のそれぞれの存在領域を示す相図も得られている。

## ダストプラズマの自己組織化
プラズマは制御性に優れているため、プラズマを用いたさまざまな技術によって精密に目的とする高分子を生成することが可能である。ナノメーターからサブミリメーターにいたるメゾスコピック領域における高分子や半導体の精密なパターン化は情報処理システムの高度化に必要な技術である。
一方でダストプラズマは条件が整うと、上で述べたクーロン結晶のような規則的な構造を持つ微粒子集団などを形成する。これを生体分子の自己組織化になぞらえ「ダストプラズマの自己組織化」とも表現する。
ダストプラズマの制御技術を通して、逐次電路の再描画と再構築が可能な情報処理システム開発に向けたさまざまな取り組みが始まっている。現時点では放電管内に微粒子のダストを散布して、たとえば静電複写機が文字や図形を描くようにして微粒子を集積させ、逐次書き換え可能な小規模の立体的電路を生成できるレベルに過ぎない。将来的にダストプラズマが、通常のプラズマで可能なようにナノレベルで自在に制御できた暁のこととして、エネルギーサイクルを持ち自発的秩序形成機能を備えた散逸構造化されたプラズマで構成された、通常の壊れやすい機械的部品をいっさい持たない探査機を作り、宇宙空間に飛ばすことをはじめとする提案がなされている。
プラズマ状態で宇宙空間に漂っているダストなどを観測する技術が進歩した結果、宇宙空間には意外にもかなり豊富に、生物を構成するアミノ酸や核酸塩基の元となる有機化合物が分布する領域があることが明らかになってきた。それらの物質は、宇宙空間でダストプラズマの自己組織化によって生成され蓄積されてきたとも考えられている。ダストプラズマ中の粒子が宇宙空間で自己組織化して単純な有機分子となり、さらに生体分子へとつながる過程を再現することを通し、究極的には生命誕生の秘密の一端を解き明かそうと取り組む研究グループが複数生まれている。
宇宙空間に観測された有機分子に宇宙線を模した電磁波を照射して、有機分子の変化を追跡するといった手法の研究は行われており、すでにいくつかのモデル反応の実現に成功している。